# Siège de Pskov (1615)
Pour l’article homonyme, voir Siège de Pskov.

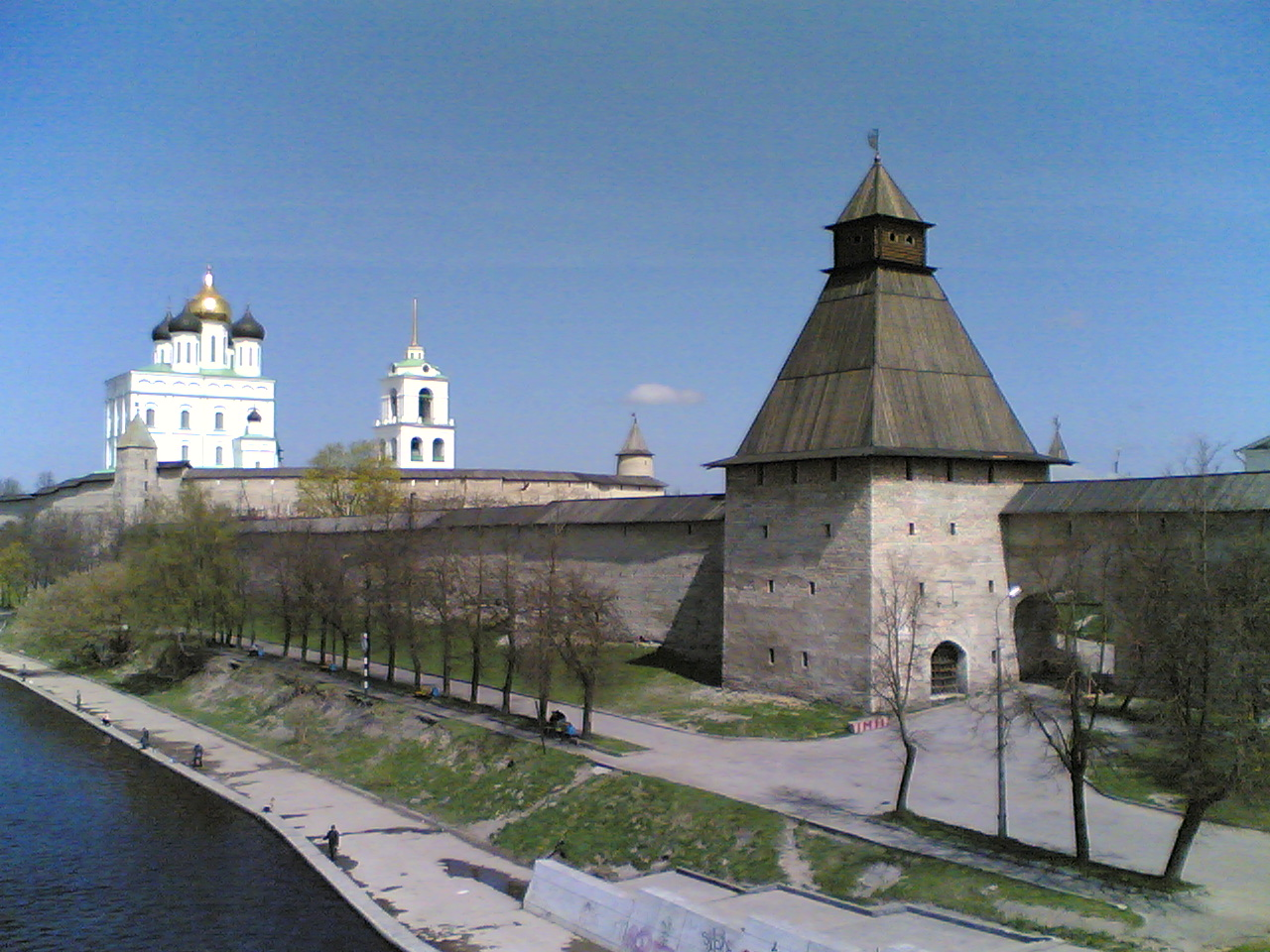
Le krom de Pskov

Le siège de Pskov (1615) (en langue russe: Осада Пскова 1615) est un épisode de la guerre d'Ingrie (1610—1617). La Suède, avec son armée sous la direction de Gustave II Adolphe, assiège la ville de Pskov défendue par la garnison du tsar de Russie sous le commandement de Vasili Morozov. Le siège se poursuit durant deux mois et demi et se termine par la défaite des assaillants suédois.
Comme lors du premier siège de Pskov en 1581—1582, par Étienne Báthory, la défense de Pskov s'avère un élément stratégique pour le cours des évènements dans la guerre russo-suédoise. Après sa défaite sévère, Gustave II Adolphe roi de Suède, décide sous la médiation de l'Angleterre de ne pas poursuivre les hostilités contre la Russie. La Suède planifiait déjà la reprise de la lutte contre la république des Deux Nations pour la prise des pays baltes et ne pouvait soutenir deux fronts ouverts en même temps. Le 5 décembre 1615, un armistice est signé après des discussions avec l'aide diplomatique de l'Angleterre et le conflit se termine par la signature du traité de Stolbovo en 1617.